# Армитидж, Роберт Персиваль
Сэр Ро́берт Пе́рсиваль А́рмитидж (англ. Robert Persival Armitage; 21 декабря 1906 — 7 июля 1990) — британский колониальный чиновник; занимал руководящие должности в Кении и на Золотом береге, губернатор Кипра, Ньясаленда в период обретения бывшими британскими колониями независимости.

## Ранние годы
Роберт Армитидж родился 21 декабря 1906 году в Мадрасе (Британская Индия). Он был первым ребенком в семье Фрэнка и Мюриэл Армитаж. Его отец служил комиссаром полиции Мадраса. В десятилетнем возрасте родители отправили Роберта в Англию, для учебы в школе Хайфилд (Лифук, графство Хэмпшир), где он в год выпуска стал капитаном команды по крикету. В 1920—1925 годах Армитидж получал образование в Уинчестер-колледже. После окончания учебы он был направлен на должность чиновника в Кению. 18 февраля 1930 года в Кафедральном соборе Найроби (Кения) Армитидж обвенчался с Глэдис Лионой Мейлер (род. 2 мая 1906 года. В браке у них родились два сына — Роберт Джереми (род. 16 июня 1932 года, Пул, графство Дорсет) и Ричард Нью Лион (род. 30 мая 1937 года, Кэнфорд Слиффс, графство Дорсет).

## Золотой Берег
В июле 1948 года Армитидж был назначен финансовым секретарем британской колонии Золотой берег. В 1949 году занял пост главы комитета по созданию местного Национального банка, а в 1950 году — министра финансов Золотого берега.
В конце 1950 года колониальное правительство предложило увеличить экспортные пошлины на какао. Мировые цены на него росли, и правительство рассчитывало, что плантаторы будет тратить дополнительную увеличить прибыль на предметы роскоши, а деньги с их продажи будут пополнять казну. Армитидж был готов столкнуться с противодействием со стороны производителей какао, но рассчитывал за пять лет роста мировых цен решить экономические проблемы Золотого берега. Армитидж предложил назначить первоклассного эксперта для управления экономикой на этот период. Он заявил, что страна «стремительно рвётся из ограниченного мировой войной пространства экономики, и поэтому проводником реформ должен быть кто-то, кто имеет опыт финансово-экономических преобразований, по крайней мере, в других частях Африки и, возможно, в других частях света».
В своём докладе о бюджете в 1953 году Армитидж объяснил взятый им курс: «…сырьё, произведённое на Золотом береге, в основном какао, принесло большую прибыль, и правительство… повышает налогов отчасти в попытке уменьшить количество денег и тем самым сдержать инфляцию… и отчасти для создания резервов». Армитидж не предполагал, что незадолго до этого предложенный проект строительства плотины Акосомбо на реке Вольте потребует серьёзных средств, что нивелировало полученную от продажи урожая какао прибыль.
Золотой Берег получил независимость в 1957 году как Гана.

## Кипр
В 1954—1955 годах Армитидж занимал пост губернатора Кипра. К моменту его назначения на Кипре усиливалась агитация греков-киприотов в пользу enosis — объединения Кипра с Грецией, чему противились турки-киприоты. Греческое правительство поощряло эти настроения, однако британцы не желали терять Кипр — ценный плацдарм в восточном Средиземноморье. Мало кто из греков-киприотов был готов идти на компромисс. В сентябре 1954 года Армитидж заявил, что сторонники объединения с Грецией не имеют «ни организации, ни партии, ни средств, ни агентов, и они не способны победить».
1 апреля 1955 года на Армитиджа было совершено покушение. Одновременно бомбы взорвались в нескольких населённых пунктах острова — Национальная организация освобождения Кипра (ЭОКА) во главе с полковником Георгиосом Гривасом начала открытую борьбу за самоопределение Кипра. Армитидж попросил разрешения объявить чрезвычайное положение в июле 1955 года, однако Лондон не дал согласия на это. В течение нескольких месяцев Армитидж пытался найти способ изгнать из страны архиепископа Макариоса III и епископа Кирении, публично поддержавших объединение с Грецией. Действовавшие законы не давали возможность это сделать. Чрезвычайное положение было в конечном счете объявлено, что позволило депортировать Макариоса III на Сейшельские острова без объяснения причин. Однако к тому времени Армитидж уже был заменён на посту губернатора на Джона Хардинга, прибывшего на остров в сентябре 1955 года.

## Губернатор Ньясаленда

### Восстание и режим чрезвычайного положения
Армитаж был переведён в Ньясаленд, куда прибыл 9 апреля 1956 года и принял дела у своего предшественника Джеффри Колби. Ньясаленд с 1953 года входил в Федерацию Родезии и Ньясаленда — британский протекторат, возглавляемый генерал-губернатором лордом Ллевелином. Главной проблемой, с которой пришлось столкнуться Армитажу, была непопулярность новообразованного государства среди коренного населения. Родезия была более экономически развита, чем Ньясаленд, и среди её населения было значительно больше европейских эмигрантов.
Армитидж сопротивлялся предложениям предоставить Федерации независимость. Он заявил, что слишком быстрое движение к статусу доминиона может «стимулировать агрессию Африканских оппозиционеров, которые в лучшем случае дискредитируют Федерацию». В сентябре 1957 года он встретился с делегацией Африканского конгресса Ньясаленда (АКН) во главе с его президентом Тамаром Томасом Банда, который потребовал государственных реформ, в том числе создания избираемого законодательного собрания с преобладанием в нём африканцев, а не европейцев. Армитидж также встретился с представителями Прогрессивной партии Чарльза Матинги, которые были сторонниками более умеренных реформ: «Иными словами, они хотели, чтобы доброжелательные африканцы и европейцы сотрудничали с дружественными чиновниками Но, разумеется, политики не могли этого обеспечить».
Некоторые молодые члены АКН сомневались в авторитете Тамара Банда, которые они также обвинили в коррупции и потребовали заменить пребывавшим в Гане доктором Хастингсом Банда (однофамилец).  Доктор Банда заявил, что он готов вернуться только в качестве председателя АКН. Конгресс дал согласие, Тамар Банда был свергнут, и доктор Банда прибыл в Ньясаленд в июле 1958 года. Банда и Конгресс начали кампанию за немедленные конституционные реформы и в конечном итоге независимость Ньясаленда. Свои требования АКН собирался подкрепить призывами к неповиновению правительству Федерации.
В январе 1959 года Банда представил Армитиджу предложения Конгресса по конституционной реформе. Они предполагали обеспечение африканского большинства в Законодательном совете и по меньшей мере паритета с неафриканцами в составе Исполнительного совета. Армитидж отверг эти предложения, что привело к призывам Конгресса к населению с требованием усиления сопротивления правительству. 18 февраля 1959 года вооружённая толпа напала на город Форт-Хилл (Читипа). В ответ на призывы Конгресса к беспорядкам Армитидж, не желая идти на уступки, стал готовить массовые аресты. Он договорился с руководством Южной Родезии и губернатором Северной Родезии Артуром Бенсоном о вводе в Ньясаленд федеральных войск.
21 февраля 1959 года Королевский Родезийский полк был переброшен в Ньясаленд, в те же дни полиция и войска в нескольких городах открывали огонь по бунтовщикам. При принятии решения о подготовке арестов членов АКН Армитаж ссылался на сообщения неизвестного информатора о том, что лидеры Конгресса на одном из заседании призвали к началу массовых убийств европейцев и азиатов. Доказательств существования подобного плана не существует, тем более что правительство Ньясаленда продолжало вести переговоры с АКН до конца февраля 1959 года.
3 марта 1959 года Армитидж как губернатор Ньясаленда объявил в стране чрезвычайное положение и арестовал доктора Банда, членов исполнительного комитета АКН, а также более ста его членов. Конгресс был запрещён на следующий день. Аресты проводились без суда, а общее число задержанных в итоге превысило 1300 человек. Более 2000 человек были заключены в тюрьму за преступления, совершённые в условиях чрезвычайного положения, в том числе массовые беспорядки. Официальной целью этих мер была необходимость наведения порядка в стране, подрываемого деятельностью Конгресса.

### Отчёты Девлина и Армитажа
В ходе дебатов в Палате общин 3 марта 1959 года Алан Леннокс-Бойд , 1-й виконт Бойд Мертон, министр колоний, заявил, что по имевшейся информации Конгресс планировал массовые убийства европейцев, азиатов и умеренных африканцев: «…на самом деле резня была запланирована».
Однако премьер-министр Гарольд Макмиллан решил создать комиссию по расследованию во главе с лордом Патриком Девлином, разоблачившую недостатки работы администрации Ньясаленда и пришедшую к выводу, что своими неумелыми действиями она сама утратила поддержку населения. Отчёт Комиссия Девлина является единственным примером внутреннего расследования уместности действий колониальной администрации при подавлении инакомыслия. Выводы Девлина о чрезмерности применения силы в Ньясаленде и о том, что Ньясаленд был «полицейским государством» вызвали бурю негодования. Его доклад был отвергнут, и чрезвычайное положение продолжалось до июня 1960 года. Гарольд Макмиллан не только отклонил отчёт Девлина, составленный по его же собственному распоряжению, но и дал указание Армитиджу подготовить противоположный по смыслу отчёт, опубликованный одновременно с докладом Девлина. Армитидж вскоре присоединился к рабочей группе в Лондоне, созданной для опровержения данных Девлина.

### Отъезд из Ньясаленда
Африканский конгресс Ньясаленда, запрещённый в 1958 году, был вновь сформирован как «Партия конгресс Малави» в 1959 году. Задержание доктора Банда стало политическим вопросом в преддверии всеобщих выборов 1959 года в Великобритании, по результатам которых консерваторы удержали власть. Под давлением прессы правительство решило освободить Банда в марте 1960 года.
Армитидж отправил Банда в тюрьму, не понимая, что он был единственным африканским политиком, способным вести конструктивные переговоры с британской администрацией. Вывод Девлина о том, что не было никакого призыва убивать европейцев со стороны Конгресса и что Банда не был вовлечён в пропаганду насилия, открыл путь британскому правительству к переговорам с лидером АКН. Сменивший Леннокса-Бойда на посту министра колоний Иан Маклеод обратился к Девлину за советом. Одновременно Армитидж был дискредитирован и стал восприниматься новым министром как препятствие к урегулированию ситуации в Ньясаленде. Маклеод посоветовал Армитиджу уйти в отпуск до выхода на пенсию в августе 1960 года. Исполняющим обязанности губернатора Ньясаленда стал Глин Смолвуд Джонс. Не возвращаясь в Ньясаленд, Армитидж ушёл в отставку в апреле 1961 года.

## Смерть
Сэр Роберт Армитидж умер в Эймзбери (графство Уилтшир) 7 июня 1990 года в возрасте 83 лет. Похоронен в Бридшоу (графство Херефордшир).